# USRC Crawford (1830)
United States Revenue Cutter "Crawford"  był jednym z 13 kutrów celnych (ang. revenue cutter) typu Morris-Taney będących w służbie w pierwszej połowie XIX wieku. 
Kutry tego typu były kręgosłupem służby celnej przez ponad dekadę. Projekt Samuela Humphreya zakładał, że kutry będą pełniły role jednostek zwalczających piratów, korsarzy, uzbrojonych szmuglerów oraz by mogły operować w ramach sił morskich. Okręty zostały zaprojektowane jako szkunery. Miały kształty kliprów baltimorskich. Okręty zbudowane przez firmę Webb and Allen zostały przeprojektowane przez Isaaca Webba.
"Crawford", nazwany od sekretarza skarbu Crawforda, został przydzielony do komory celnej (ang. Collector of Customs) w Norfolk. W czerwcu 1831 wypłynął pełnić służbę w Savannah, gdzie dotarł 1 lipca 1835. Został sprzedany w 1835 za 2300 dolarów.
Jego okręt siostrzany, początkowo nazwany USRC "Jefferson'", który wszedł do służby w 1832, został przemianowany na "Crawford" w 1839.